# Kaarlo Oksanen
Kaarlo Oksanen (11 de enero de 1909 – 14 de octubre de 1941) fue un actor y jugador de fútbol finlandés, fallecido a los 32 años en Carelia Oriental durante la Guerra de Continuación.

## Biografía
Su nombre completo era Kaarlo Wilhelm Oksanen, y nació en Helsinki, Finlandia. En sus inicios ,”Kille” Oksanen, como era llamado, jugó en el equipo de la Asociación Suomen Työväen Urheiluliitto llamado Helsingin Kullervo, pasando a jugar después al conjunto de la Federación de Fútbol de Finlandia HPS Helsinki. Jugó un total de 40 partidos con la Selección de fútbol de Finlandia entre 1929 y 1937, llegando incluso a ser capitán.
En 1929 empezó a jugar en el HPS Helsinki, ganando cuatro campeonatos de su país en 1929, 1932, 1934 y 1935, siendo el club subcampeón en 1931 y 1936, y tercero de la liga en 1930.
En la Selección de Finlandia, Oksanen comenzó jugando en el otoño de 1929 contra Alemania, finalizando su trayectoria como seleccionado en el verano de 1937, jugando igualmente contra Alemania en el que era su partido número 39 con la selección.
A principios de los años 1930 Oksanen ya actuaba como aficionado, pero a partir de 1937 empezó a trabajar como actor profesional. En 1937 recibió el papel de Oskar en la película dirigida por Teuvo Tulio Nuorena nukkunut, en la cual Oksanen también trabajó como director artístico. En total trabajó como director artístico en tres producciones. En 1938 Oksanen obtuvo el papel protagonista en la cinta dirigida por Tulio Laulu tulipunaisesta kukasta (1938). Durante el rodaje de la misma se enamoró de la protagonista femenina, la actriz Rakel Linnanheimo, con la cual se casó en 1941. Antes, entre  1927 y 1940, estuvo casado con  Hellin Aino Präktig.
Oksanen volvió a trabajar con Tulio en 1940 en Unelma karjamajalla. Al siguiente año hizo su último papel en Antreas ja syntinen Jolanda. Ese mismo año Oksanen resultó muerto mientras formaba parte del Regimiento de infantería 26, el cual se encontraba en Carelia Oriental luchando en la Guerra de Continuación. El actor falleció en un hospital de campaña tras resultar herido. A causa de ello, Teuvo Tulio no pudo completar el proyecto cinematográfico que iba a titularse Naisen taistelu. Tras quedar viuda, Rakel Linnanheimo se casó en 1944 con otro actor, Rauli Tuomi.